# Александровская слободка
Александровская слободка (укр. Олекса́ндрівська слобі́дка) — историческая местность Киева, расположена в Соломенском районе города.

## История
Возникло как рабочее поселение на границе XIX и XX столетий на землях села Никольская Борщаговка. Сначала имело название «Рабочий артельный посёлок», но в 1911 году, в честь 50-летия отмены крепостного права в Российской империи, получает название Александровская слободка.
По состоянию на 1913 год посёлок уже был распланирован, поделен на 9 улиц. Согласно рукописному плану местности 1913 года, существовали такие улицы:
- Преображенская,
- Гоголевская (ныне Космодемьянской),
- Садовая (ныне Братьев Зеровых),
- Суворовская (ныне Белгородская),
- Алексеевская,
- Озёрная,
- Николаевская (ныне Горвица, на плане отсутствует),
- Скобелевская (ныне Златопольская),
- Успенская (со временем Херсонская, ныне не существует),
- Дачная (на плане не показана, ныне Пироговского) и
- Васильевская.

Население составляло около 2000 человек — преимущественно рабочие и мелкие служащие. Одновременно поселение имело название Костопаловка (Костопальня) — дело в том, что поблизости находилось несколько заводов, которые пережигали кости скота на костяной уголь, необходимый для сахарных заводов.
В 1914 году жителями было предложен воздвигнуть в посёлке памятник Александру II, однако далее проектов дело не пошло. До 1923 года поселение входило в состав Никольско-Борщаговской волости Киевского уезда. В 1923 году присоединено к Киеву.
В 1938 году местность вошла в состав новосозданного Зализнычного района, с 2002 года, после административной реформы города и изменения количества и границ района, район вошёл в состав Соломенского района.
Первичная застройка поселка снесена в 1970-е-в начале 1980-х годов.

## Александровская слободка сегодня
Ныне территория бывшего посёлка застроена многоэтажками, фрагментарно сохранилась частная застройка. Основные улицы — проспект Валерия Лобановского (нечётная сторона), улицы Преображенская, Соломенская, Головко.
В 2003—2004 годах проведена реконструкция Краснозвёздного проспекта, открыта троллейбусная линия.